# Golden Sun Resorts (beleggingsfonds)

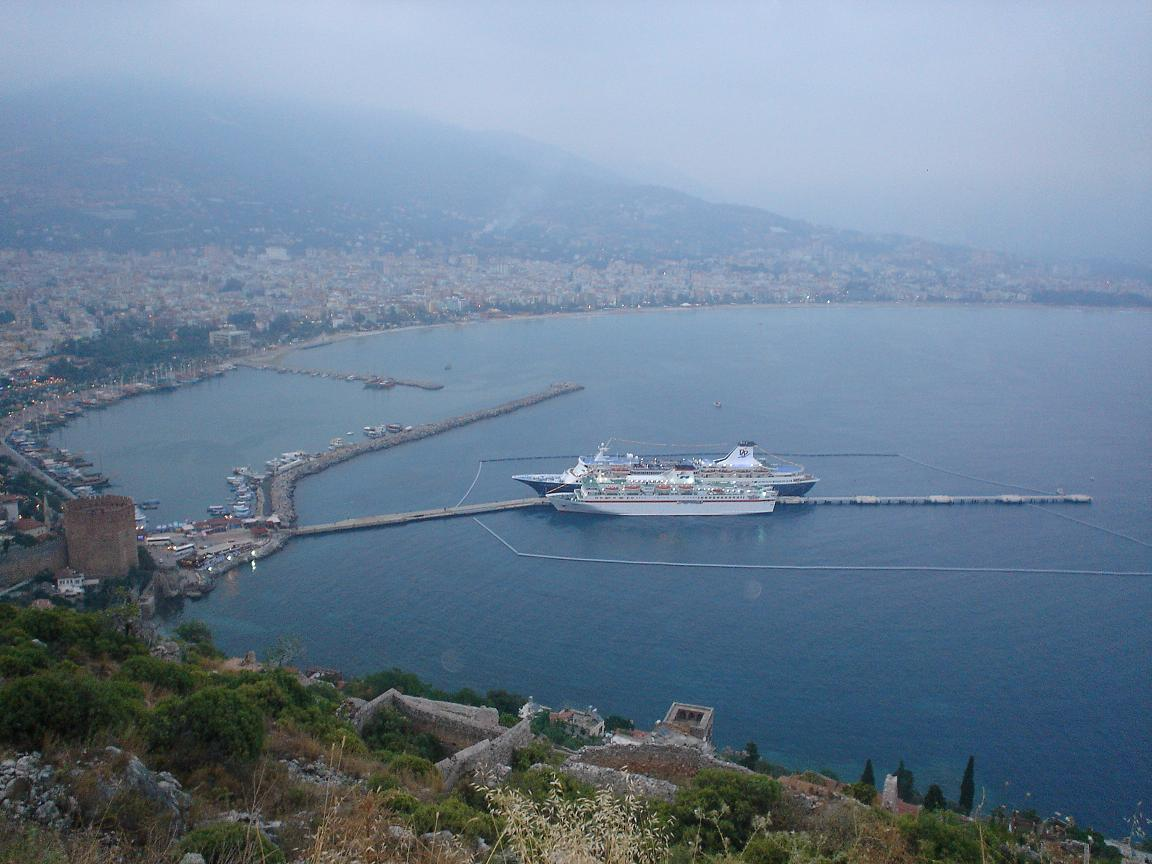
De Turkse Rivièra

Golden Sun Resorts was een beleggingsfonds van de firma Hooghuys en Versteeghe. Golden Sun Resorts zou geld beleggen in vastgoedprojecten aan de Turkse Rivièra. In september 2007 raakte het fonds in opspraak nadat beleggers al enige tijd geen rente meer ontvingen en de directie onbereikbaar bleek.

## Investeren in resorts in Turkije
Golden Sun Resorts was een fonds van het in 2006 door Olav Baartmans opgerichte beleggingsbedrijf/makelaardij 'Hooghuys en Versteeghe' gevestigd aan de Emmalaan te Amsterdam. De namen Hooghuys en Versteeghe hadden niets met de oprichter te maken maar waren verzonnen teneinde vertrouwen te wekken. Golden Sun Resorts investeerde het geld van beleggers naar eigen zeggen in golfresorts in Turkije en beloofde beleggers een rendement van 12,8 procent. Het fonds richtte zich op beleggers die meer dan 50.000 euro wilden investeren, daarmee onttrok Hooghuys en Versteeghe zich aan het toezicht van de Autoriteit Financiële Markten (AFM). Uit de prospectus bleek dat het fonds 32,8 miljoen euro wilde ophalen bij beleggers. Het plan was om daarvan in Turkije een resort met 130 villa's en een hotel te bouwen. Het verschil tussen de bouwkosten en de verkoopprijs schatte Hooghuys en Versteeghe in hun prospectus op 19,8 miljoen euro. Uit cijfers van de Kamer van Koophandel bleek dat Hooghuys en Versteeghe in 2006 een eigen vermogen had van 8.868 euro. Achteraf blijken beleggers zich te hebben laten misleiden door de gelikte prospectus, de mooie website en reclames op RTL Z. Vanaf december 2006 adverteerde Golden Sun Resorts in dit programma, waarna zich veel beleggers meldden.

## De eerste strubbelingen
In juni 2007 diende er een kort geding tegen Hooghuys en Versteeghe aangespannen door TreInvestments uit Bussum. De prospectus van Hooghuys en Versteeghe bleek grotendeels gekopieerd te zijn van de prospectus van TreInvestments. TreInvestments won dit kort geding. In augustus 2007 trok bankier ABN/AMRO aan de bel bij Hooghuys en Versteeghe. Ze hadden vragen over geldstromen van de firma, de firma blijkt dan al niet meer bereikbaar.

## Beleggers roeren zich
In september 2007 raakte het fonds in opspraak toen beleggers de firma achter Golden Sun Resorts niet meer konden bereiken. Ze wilden verhaal halen omdat er vanaf augustus 2007 geen rente meer uitgekeerd werd. De beleggers komen erachter dat zonder dat zij dit wisten het bedrijf in mei 2007 in handen was gekomen van een andere eigenaar: Frits 't Hoen. Nog dezelfde maand doet een aantal beleggers aangifte tegen Hooghuys en Versteeghe. Ook de voormalig woordvoerder van Hooghuys en Versteeghe doet aangifte nadat hij contact had opgenomen met een relatie in Turkije en uit dit gesprek bleek dat Golden Sun Resorts onbekend was in Turkije. De zaak gaat voor onderzoek naar de FIOD-ECD die voorzichtig concludeert dat er sprake zou zijn van oplichting.
Op 2 oktober 2007 besteedde het programma TROS Opgelicht aandacht aan de zaak. Het programma noemt Golden Sun Resorts een goed voorbereide zwendel. Rond de 700 beleggers hadden geld geïnvesteerd in een luchtkasteel, aldus TROS Opgelicht. De eigendomspapieren van de door de firma aangekochte grond in Turkije blijken vervalst. TROS Opgelicht meldde dat drie hoofdrolspelers een bedrag van tussen de 60 en 70 miljoen euro hadden buitgemaakt. In het programma werd bekendgemaakt dat de firma was opgericht door Olav Baartmans, een in Houten en Thailand woonachtige Nederlander. Hij leidde de firma vanaf 2006 samen met Martin Boekhoorn. Beiden huren de eveneens gedupeerde Peter van Ispelen in als woordvoerder. In mei 2007 wordt Baartmans als directeur vervangen door Frits 't Hoen. In augustus 2007 blijken Baartmans, Boekhoorn en 't Hoen spoorloos.

## Inval FIOD-ECD
Op 8 november 2007 doorzocht de FIOD-ECD de woningen en bedrijfspanden gelieerd aan Hooghuys en Versteeghe. De invallen vonden plaats in de huizen van vijf verdachten, drie verdachten waren onvindbaar de andere twee verdachten werden aangehouden.
Op 27 november 2007 besteedt TROS Opgelicht weer aandacht aan de zaak. Voormalige woordvoerder Van Ispelen doet in deze aflevering zijn verhaal. Hij vertelde ingehuurd te zijn door Hooghuys en Versteeghe en ook gedupeerd te zijn. Van Ispelen wijst Boekhoorn aan als het brein achter de oplichting. In de uitzending werd gemeld dat er circa 20 miljoen euro verduisterd is, dit in tegenstelling tot eerdere berichten waar sprake was van 60 tot 70 miljoen euro. Ook worden de hoofdrolspelers Baartmans, 't Hoen en Boekhoorn tegen het licht gehouden. Baartmans (geboren in 1968) blijkt sinds 1995 een bekende van justitie wegens inbraak, diefstal en handel in drugs. Hij heeft in het verleden 15 maanden vastgezeten. Baartmans is getrouwd met een Thaise, verwacht wordt dat hij is ondergedoken in Thailand. 't Hoen (geboren 1956) woont op een woonwagenkamp in Gouda en handelde in tweedehands auto's. Hij is sinds 1986 bekend bij justitie wegens wapenbezit, heling, geweld, poging tot doodslag en drugshandel. 't Hoen heeft een gevangenisstraf van 18 maanden achter de rug. Omdat 't Hoen een Thaise vriendin heeft, wordt vermoed dat ook 't Hoen is ondergedoken in Thailand. Boekhoorn, het brein achter de operatie, blijkt onder een valse naam te opereren. Boekhoorn wordt in de uitzending omschreven als afkomstig uit de Amsterdamse onderwereld.

## Rechtszaak tegen Hooghuys en Versteeghe
Op 27 februari 2008 heeft de rechtbank in Amsterdam een vordering toegewezen van 10,5 miljoen euro aan 115 beleggers van Golden Sun Resorts. De zaak werd namens de beleggers gevoerd door advocaat Dion Bartels. Bartels liet eerder al beslag leggen op de bankrekeningen van Hooghuys en Versteeghe. Op de geblokkeerde rekeningen stond 325.000 euro, bij lange na niet genoeg om de beleggers te compenseren. Omdat de bankier van Hooghuys en Versteeghe, ABN/AMRO, te weinig toezicht zou hebben gehouden, spande advocaat Bartels namens de gedupeerde beleggers eveneens een zaak aan tegen de bank wegens nalatigheid.
In juni 2008 komt Golden Sun Resorts weer aan bod in TROS Opgelicht. De advocaat van de gedupeerde beleggers wijt de affaire onder andere aan het geringe toezicht van de overheid en ABN/AMRO. In de uitzending worden de namen van nog twee verdachten bekendgemaakt: Mirko van O., opgepakt op 21 november 2006 in Tsjechië en Daan B. Daan B. heeft zich altijd voorgedaan als onafhankelijk webdesigner van Golden Sun Resorts, maar blijkt ook bij de zaak betrokken te zijn. Hij werd in november 2007 opgepakt als hij probeert te vluchten naar Thailand. In de uitzending wordt gesproken over vier verdachten: Baartmans, Van Oostrum, B. en 'Boekhoorn'. De echte voornaam van Martin Boekhoorn is dan bekend en luidt Marc. Ook 't Hoen is bij de zaak betrokken, maar meer als stroman. Alleen Van Oostrum zit op dat moment in voorlopige hechtenis, de andere verdachten zijn voortvluchtig. Vermoed wordt dat één of meerdere verdachten zich in Thailand bevinden, maar Nederland heeft geen uitleveringsverdrag met Thailand.
Op 25 februari 2017 werd Olav Baartmans aangehouden op het vliegveld Suvarnabhumi in Bangkok.

## Directielid opgepakt
Op 11 juni 2008 berichtte Bartels Advocaten dat zij via de FIOD-ECD en het Openbaar Ministerie hebben vernomen dat de persoon die zich bij Hooghuys en Versteeghe voordeed als Martin Boekhoorn is opgespoord. De man heet Marc de B. De FIOD-ECD nam twee op naam van Marc de B. gestelde auto’s en luxegoederen in beslag. De FIOD-ECD vond ook op naam van Marc de B. geregistreerde bankrekeningen. Het geld kon niet onder de gedupeerden verdeeld worden, omdat het vonnis van 27 februari 2008 niet gold voor Marc de B. Zijn identiteit was ten tijde van het vonnis nog niet bekend. Eind juli 2008 wordt het voorarrest van Van O., een van de opgepakte verdachten, verlengd. Door een fout van het openbaar ministerie was B. al eerder op vrije voeten gesteld, daarna vluchtte hij waarschijnlijk naar Thailand. Marc de B. weigerde elke medewerking aan de zaak.
Op 10 september 2008 vond bij de rechtbank Amsterdam een zitting plaats in de strafzaak Hooghuys en Versteeghe, daarbij werd de hechtenis van de in juni 2008 aangehouden Marc de B. verlengd voor drie maanden. Uit onderzoek van het openbaar ministerie bleek dat Marc de B. ongeveer 2,5 miljoen euro contant heeft opgenomen bij verschillende Holland Casino’s, een beproefde manier voor het witwassen van geld. Het openbaar ministerie maakt eveneens bekend dat de bestuurders van Hooghuys en Versteeghe allen bekenden van justitie waren. De zaak tegen ABN/AMRO vlotte nog niet. Naast Van O. en Marc de B. waren de andere verdachten nog voortvluchtig.
Ondanks het feit dat de gedupeerden van Golden Sun Resorts door de rechtbank in het gelijk zijn gesteld en recht hebben op schadevergoeding, bleef het geld van Golden Sun zoek. In februari 2009 zei het openbaar ministerie de zoektocht naar het geld te staken. Op 29 januari 2009 bepaalde de rechter dat medewerkers van ABN/AMRO verhoord mogen worden over hun rol in de zaak, dit verhoor vindt in de eerste helft van 2009 plaats.

## Rechtszaak tegen verdachten Golden Sun énRoyal Dubai
In 2009 werd bekend dat Mirko van O., Marc de B. en Daan B. niet alleen achter Golden Sun Resorts zaten, maar ook achter een gelijksoortig frauduleus beleggingsfonds: Royal Dubai. In december 2009 startte de rechtszaak tegen Royal Dubai en Golden Sun Resorts, de zaken werden tegelijk behandeld. Op 11 januari 2010 veroordeelde de rechtbank in Amsterdam de verdachten in de beleggingsfraudezaak Golden Sun en Royal Dubai tot gevangenisstraffen van 1,5 tot vijf jaar. Ook moeten zij tientallen miljoenen euro's terugbetalen aan hun slachtoffers, of zij dit kunnen is niet bekend. Volgens de rechtbank staat vast dat de verdachten met volslagen virtuele projecten meer dan 230 beleggers hadden opgelicht. In totaal werd beleggers zo'n 20 miljoen euro afhandig gemaakt, het geld is grotendeels verdwenen. De projecten dienden volgens de rechtbank louter als oplichtingsinstrument.
Naast Mirko van O., Marc de B. en Daan B. vervulden nog vier personen belangrijke rollen binnen de fraudezaken, waaronder Olav B. De rechter betitelde de groep als een criminele organisatie. Van de zeven verdachten waren er op het moment van de rechtszaak nog drie voortvluchtig, het was niet bekend of zij in Nederland of elders waren. De voortvluchtigen werden wel bij verstek veroordeeld. Ruim een week na de rechtszaak, op 20 januari 2010, werd de tot vijf jaar cel veroordeelde Marc de B. opgepakt door de Fiod-ECD. Hij hield zich schuil in een caravan in Chaam in Noord-Brabant.